# Ibrahim 1.
Ibrahim (arabisk: ابراهيم الأول), født 5. november 1615, død 12. august 1648) var sultan af Det Osmanniske Rige fra 1640, hvor han efterfulgte sin broder Murad IV, til 1648, hvor han blev afsat ved et paladskup og herefter henrettet.
Han kaldes ofte "Ibrahim den vanvittige" (tyrkisk: Deli İbrahim) på grund af hans mentale tilstand (han led formentlig af neurasteni). I 1645 invaderede han Kreta, hvilket førte til en langvarig krig mod Venedig, hvorunder Venedig i 1646 erobrede øen Tenedos. Hans regering var i høj grad præget af sultanmoderen, Kösem, der besad den egentlige magt. 
Ibrahim blev afsat ved et kup under ledelse af stormuftien med støtte af janitsjarerne, hvorunder Ibrahim blev taget til fange og få dage senere henrettet ved kvælning. Han blev efterfulgt af sin syvårige søn, Mehmed 4., som var undergivet Kösems formynderskab indtil Ibrahims moder, Turhan Hatice, lod Kösem myrde tre år senere.

## Eksterne links
- Wikimedia Commons har flere filer relateret til Ibrahim 1.

| Biografi | Spire Denne biografi er en spire som bør udbygges. Du er velkommen til at hjælpe Wikipedia ved at udvide den. |

1. ↑  Navnet er anført på bokmål og stammer fra Wikidata hvor navnet endnu ikke findes på dansk.
2. ↑  Navnet er anført på engelsk og stammer fra Wikidata hvor navnet endnu ikke findes på dansk.
3. ↑  Navnet er anført på engelsk og stammer fra Wikidata hvor navnet endnu ikke findes på dansk.
4. ↑  Navnet er anført på engelsk og stammer fra Wikidata hvor navnet endnu ikke findes på dansk.
5. ↑  Navnet er anført på engelsk og stammer fra Wikidata hvor navnet endnu ikke findes på dansk.
6. ↑  Navnet er anført på engelsk og stammer fra Wikidata hvor navnet endnu ikke findes på dansk.